# 弗鲁马莱斯
弗鲁马莱斯，是西班牙卡斯蒂利亚-莱昂塞戈维亚省的一个市镇。 总面积28平方公里，总人口187人（2001年），人口密度7人/平方公里。